# Padilla (zoologia)
Padilla Peckham & Peckham, 1894 è un genere di ragni appartenente alla famiglia Salticidae.

## Descrizione
Caratteristica dei maschi di questo genere è la presenza, su ambedue i cheliceri di un processo di accrescimento piuttosto lungo e dalla forma di una lancia piegata in punta, dalla funzione tuttora sconosciuta. L'unica specie che ne è priva è la P. javana: proprio questa caratteristica, insieme alla considerazione che gli unici esemplari rinvenuti di questa specie risalgono ad oltre un secolo fa, indurrebbero a considerare la collocazione di esse in qualche altro genere

## Distribuzione
Le 18 specie note di questo genere sono prevalentemente endemiche del Madagascar: fanno eccezione la P. javana rinvenuta solo sull'isola di Giava e P. ambigua e P. graminicola, specie peculiari dell'isola Réunion..

## Tassonomia
A maggio 2010, si compone di 18 specie:
- Padilla ambigua Ledoux, 2007 — Isola Réunion
- Padilla armata Peckham & Peckham, 1894[3] — Madagascar
- Padilla astina Andriamalala, 2007 — Madagascar
- Padilla boritandroka Andriamalala, 2007 — Madagascar
- Padilla cornuta (Peckham & Peckham, 1885) — Madagascar
- Padilla foty Andriamalala, 2007 — Madagascar
- Padilla graminicola Ledoux, 2007 — Isola Réunion
- Padilla griswoldi Andriamalala, 2007 — Madagascar
- Padilla javana Simon, 1900 — Giava
- Padilla lavatandroka Andriamalala, 2007 — Madagascar
- Padilla maingoka Andriamalala, 2007 — Madagascar
- Padilla manjelatra Andriamalala, 2007 — Madagascar
- Padilla mazavaloha Andriamalala, 2007 — Madagascar
- Padilla mihaingo Andriamalala, 2007 — Madagascar
- Padilla mitohy Andriamalala, 2007 — Madagascar
- Padilla ngeroka Andriamalala, 2007 — Madagascar
- Padilla ombimanga Andriamalala, 2007 — Madagascar
- Padilla sartor Simon, 1900 — Madagascar

### Nomina dubia
- Padilla glauca Simon, 1900: a seguito di uno studio dell'aracnologa Daniela Andriamalala del 2007, questa specie è da ritenersi nomen dubium[2].
- Padilla lancearia Simon, 1900 e 1901: a seguito di uno studio dell'aracnologa Daniela Andriamalala del 2007, questa specie è da ritenersi nomen dubium[2].
- Padilla mantis Simon, 1900: a seguito di uno studio dell'aracnologa Daniela Andriamalala del 2007, questa specie è da ritenersi nomen dubium[2].